# Friedrich Gotthelf von Falkenhayn
Friedrich Gotthelf von Falkenhayn (* 17. Oktober 1719 in Schwiebus; † 6. März 1786 in Schweidnitz) war ein preußischer Generalleutnant, Gouverneur der Festung Schweidnitz und Drost zu Petershagen bei Minden.

## Leben
1731 ging er in preußische Dienste und kam in das in Wesel stationierte Regiment Nr. 31 (Dossow). Als dort die Grenadierkompanie errichtet wurde, wurde er im Mai 1735 Fähnrich und 1738 Seconde-Lieutenant. 1743 übernahm der Marquis de Varenne das Regiment und wird mit ihm nach Breslau versetzt. Im gleichen Jahr wurde er Premier-Lieutenant. Während des Zweiten Schlesischen Krieges nahm er an der Belagerung von Prag teil. Im März 1752 wurde er Stabskapitän und erhielt im September seine eigene Kompanie. Im Siebenjährigen Krieg kämpfte er am 21. April 1757 in Reichenberg und nahm am 6. Mai 1757 an der Schlacht bei Prag teil, dort wurde er schwer verwundet. Im Mai 1758 wurde er zum Major befördert. Im Jahr 1759 nahm er an den Schlachten von Kay und Kunersdorf teil. 1760 erhielt er ein eigenes Grenadierbataillon, das sich aus jeweils vier Grenadierkompanien der Regimenter Nr. 31 (Lestwitz) und Nr. 29 (Knobloch) zusammensetzte. Mit dem Bataillon kämpfte er bei der Belagerung von Dresden (13. bis 22. Juli 1760).
Am 15. August kämpfte er mit dem Bataillon in der Schlacht bei Liegnitz. Dort kämpfte es mit Auszeichnung, Falkenhayn erhielt den Pour le Mérite und wurde außer der Reihe zum Oberstleutnant ernannt. Am 3. November konnte er sich in der Schlacht bei Torgau erneut auszeichnen. Er erhielt das Kommando über die von den Österreichern verlassene Stadt und die 8000 österreichischen Gefangenen. Im Februar 1761 wurde er Oberst. Im Winter betraute ihn der König mit verschiedenen Geschäften, die er zu dessen Zufriedenheit erledigte. Anschließend kam er zur Armee des Generals von Schenkendorf. Er kämpfte mit seinen Grenadieren in Schlesien, wo er sein Talent immer wieder beweisen konnte. 1762 kam er zum Korps Platen nach Sachsen. Er war in Merseburg (27. Februar 1762), als der spätere österreichische General Otto vergeblich versuchte, die Preußen dort zu überfallen. Im Frühjahr 1763 wurde er nach Schlesien geschickt, um die Belagerung von Schweidnitz zu unterstützen. Bei einem Ausfall der Österreicher wurde er verwundet und gefangen genommen. Zudem hatte er das Pech, dass eine preußische Bombe das Zimmer traf, in dem der Gefangene interniert war, wodurch er ein weiteres Mal verletzt wurde. Als sich die Festung am 9. Oktober ergab, wurde er freigelassen und kam zu seinem Bataillon zurück. Danach wurde er zum Kommandanten des Regiments Nr. 43 (Zieten) ernannt. 1766 wurde er wieder nach Breslau versetzt und erhielt im September des Jahres das Regiment Nr. 38 (Zastrow). Bereits am 8. Juli 1766 wurde er zum Drost von Petershagen bei Minden berufen. Im August 1767 erhielt er zudem die Ernennung zum Generalmajor.
Während des bayrischen Erbfolgekriegs befand er sich bei der Armee des Königs und im Juni 1778 wurde er Generalleutnant. 1781 war er bereits schwer krank, daher ernannte ihn der König zum Gouverneur von Schweidnitz, wofür er sein Regiment abgeben musste.